# Airbus Defence and Space
Airbus Defence and Space è una divisione di Airbus Group nata nel gennaio 2014 dalla fusione di Astrium, Cassidian e Airbus Military. Si occupa di tecnologia spaziale e militare e in particolare sviluppa e produce velivoli militari, sistemi spaziali, elettronica e sistemi di comunicazione.